# Oleg Kapustnikow
Oleg Jurjewicz Kapustnikow (ros. Олег Юрьевич Капустников, ur. 5 maja 1972) – radziecki i kazachski piłkarz grający na pozycji napastnika.

## Kariera piłkarska

### Kariera klubowa
Kapustnikow grał w klubach istniejących w Kazachskiej SRR oraz Kazachstanie takich jak Meliorator Szymkent, Montażnik Turkiestan, SKIF-Ordabasy, Taraz Dżambuł czy Dostyk Szymkent. Grał także w klubach rosyjskich, KAMAZ-Czałły Nabierieżnyje Czełny i Zwiezdzie Irkuck oraz w ukraińskim Metałurhu Zaporoże.

### Kariera reprezentacyjna
W reprezentacji Kazachstanu zadebiutował 16 lipca 1992 roku w meczu Pucharu Azji Środkowej przeciwko Uzbekistanowi. 11 kwietnia 1994 roku zdobył jedynego gola w meczu z Tadżykistanem rozgrywanym w ramach Pucharu Niepodległości Uzbekistanu. Był to pierwszy mecz reprezentacji Kazachstanu od czasu dołączenia do FIFA. W reprezentacji rozegrał 7 spotkań zdobywając jedną bramkę.
| Mecze i gole w reprezentacji | Mecze i gole w reprezentacji | Mecze i gole w reprezentacji | Mecze i gole w reprezentacji | Mecze i gole w reprezentacji | Mecze i gole w reprezentacji | Mecze i gole w reprezentacji      |
| Kazachstan                   | Kazachstan                   | Kazachstan                   | Kazachstan                   | Kazachstan                   | Kazachstan                   | Kazachstan                        |
| Lp.                          | Data                         | Miasto                       | Przeciwnik                   | Gol                          | Wynik                        | Rozgrywki                         |
| ---------------------------- | ---------------------------- | ---------------------------- | ---------------------------- | ---------------------------- | ---------------------------- | --------------------------------- |
| 1.                           | 16.07.1992                   | Ałma-Ata                     | Uzbekistan                   |                              | 1:0                          | Puchar Azji Środkowej             |
| 2.                           | 14.09.1992                   | Aszchabad                    | Turkmenistan                 |                              | 1:1                          | Puchar Azji Środkowej             |
| 3.                           | 26.09.1992                   | Biszkek                      | Kirgistan                    |                              | 1:1                          | Puchar Azji Środkowej             |
| 4.                           | 14.10.1992                   | Taszkent                     | Uzbekistan                   |                              | 1:1                          | Puchar Azji Środkowej             |
| 5.                           | 11.04.1994                   | Taszkent                     | Tadżykistan                  | Gol                          | 1:0                          | Puchar Niepodległości Uzbekistanu |
| 6.                           | 13.04.1994                   | Taszkent                     | Uzbekistan                   |                              | 0:1                          | Puchar Niepodległości Uzbekistanu |
| 7.                           | 15.04.1994                   | Taszkent                     | Turkmenistan                 |                              | 0:0                          | Puchar Niepodległości Uzbekistanu |